# Schneehübel
Der Schneehübel ist eine 974,2 m ü. NHN hohe Erhebung etwa einen Kilometer südwestlich des Eibenstocker Ortsteils Carlsfeld an der Grenze zwischen Erzgebirge und Vogtland.

## Geographie
Der Schneehübel ist die höchste Erhebung des Vogtlandes und liegt am so genannten Grenzflügel, einem Wanderweg zwischen Rautenkranz und Carlsfeld, der die Scheidelinie zwischen Erzgebirge und Vogtland bildet. Der Schneehübel ist der Hausberg beider Orte. Sein Gipfel liegt auf der Gemarkung von Rautenkranz, einem Ortsteil der Gemeinde Muldenhammer im sächsischen Vogtlandkreis.
Zu erreichen ist der Schneehübel aus Richtung Carlsfeld auf einem 2,5 km langen Fußweg mit leichter Steigung, es sind keine Wegweiser vorhanden. Parkmöglichkeit besteht am Waldrand der Talsperrenstrasse.

## Gipfelmarkierung
2008 errichteten Rautenkranzer Bürger ein Gipfelkreuz aus Lärche, das mit Namen und Höhe des Berges sowie einer symbolischen Schneeflocke versehen ist. Dieses im August 2008 aufgestellte Kreuz musste von den Initiatoren allerdings wieder abmontiert werden, weil für das Aufstellen keine Genehmigung der zuständigen Forstverwaltung vorlag. Nachdem diese eingeholt war, wurde Ende September 2009 das Kreuz wieder errichtet und mit einem Gipfelbuch versehen.